# コットンクラブ (ポートランド)
コットンクラブ (Cotton Club) は、かつてアメリカ合衆国オレゴン州ポートランドにあったナイトクラブ。北バンクーバー・アベニュー2125番地 (2125 N. Vancouver Avenue) に位置し、北ティラムック・ストリート (N. Tillamook Street) にも面していたこのクラブは、「西海岸唯一のソウルに満ちたナイトクラブ (Only nightclub on the West Coast with wall-to-wall soul)」をスローガンないしモットーとし、1960年代に地方的に知られ、ある程度は全国的にも知られるようになった。キャブ・キャロウェイ、サミー・デイヴィスJr.、ジョー・ルイスや、キャス・エリオット、ザ・キングストン・トリオ、アーチー・ムーアなどの有名人も、ポートランドを訪れた際にはここに出入りしていた。
ポール・ノウルズ (Paul Knauls) は、1963年にポートランドへ移り住み、このクラブを買収した。ポールは、妻ジニーヴァ (Geneve) とともに、ポートランドで複数のレストランやクラブを経営する実業家となった。クラブ周辺の一帯は、1948年の洪水でバンポートが被災し、また、州間高速道路5号線と退役軍人記念コロシアムの建設に伴って数多くの黒人事業者たちが立ち退きを余儀なくされた後、アフリカ系アメリカ人たちが再定住した地域であった。1960年代には、クラブの周辺には、ブルー・リボン・バーベキューの店や、ルーズ・メンズ・ショップ (Lew’s Men’s Shop)、ハウス・オブ・フォーチュン・カフェ (House of Fortune Cafe) などが集まっていた。